# Alcalá de los Gazules
Alcalá de los Gazules là một đô thị trong tỉnh Cádiz, Tây Ban Nha. Theo điều tra dân số 2006 đô thị này có 5633 người.

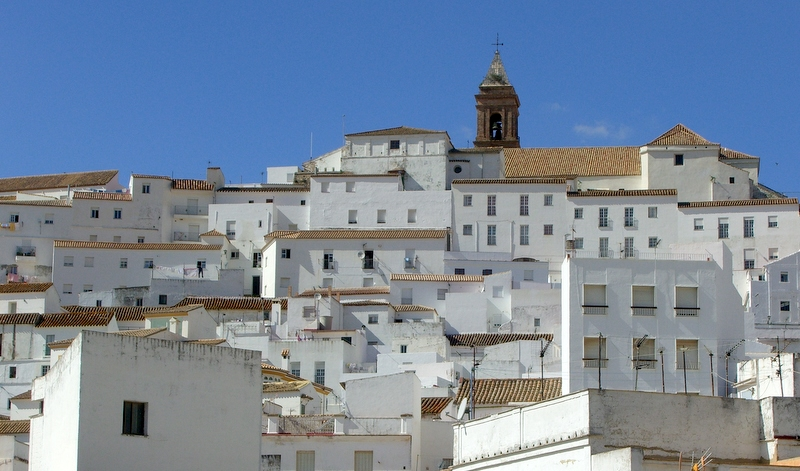
Alcalá de los Gazules

## Dân số
| 1999  | 2000  | 2001  | 2002  | 2003  | 2004  | 2005  |
| ----- | ----- | ----- | ----- | ----- | ----- | ----- |
| 5.575 | 5.563 | 5.596 | 5.565 | 5.491 | 5.590 | 5.633 |

Source: INE (Tây Ban Nha)

## Người nổi tiếng
- Alejandro Sanz
- Bibiana Aído

## Hình ảnh

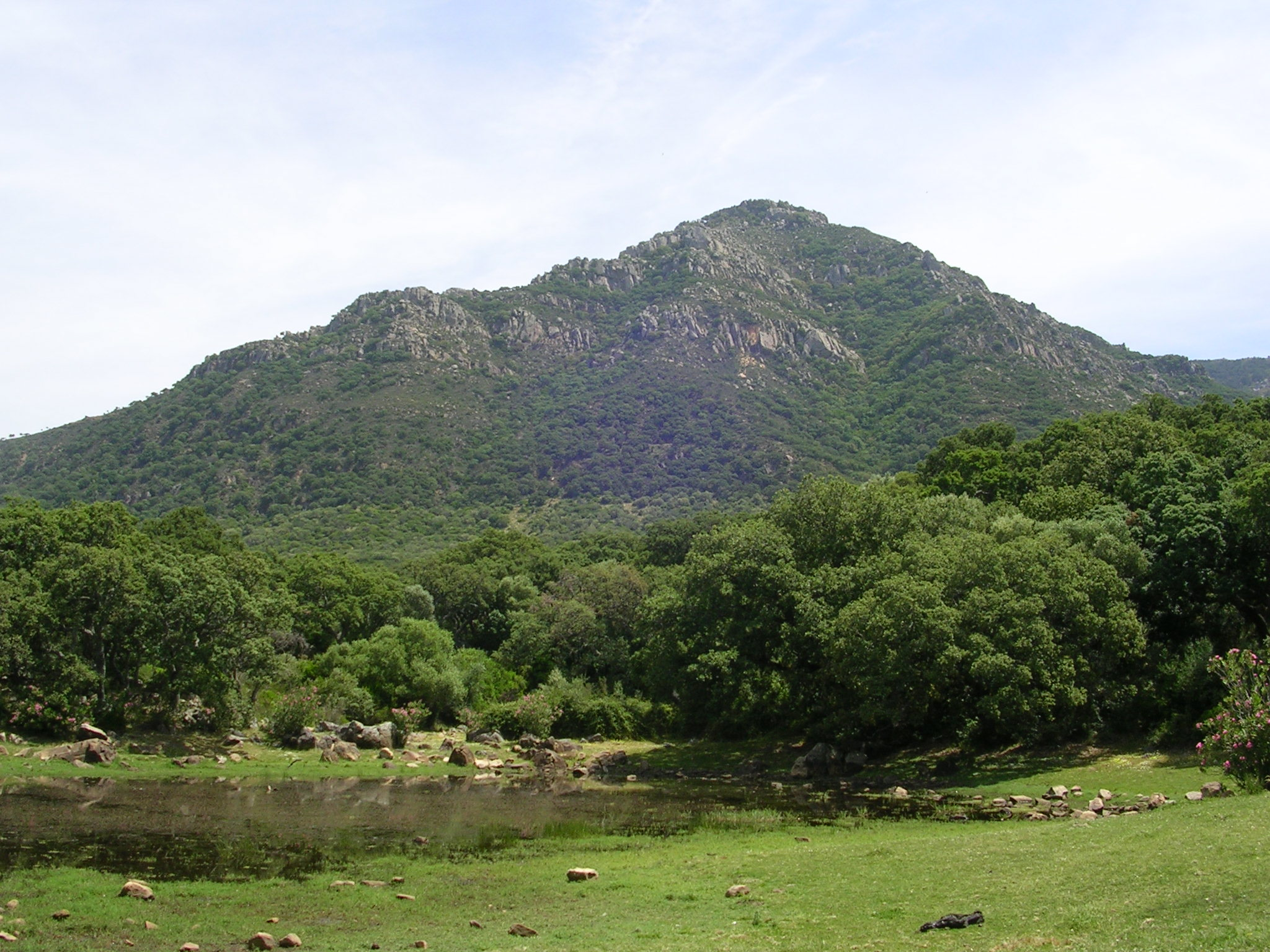
Los Alcornocales Natural Park
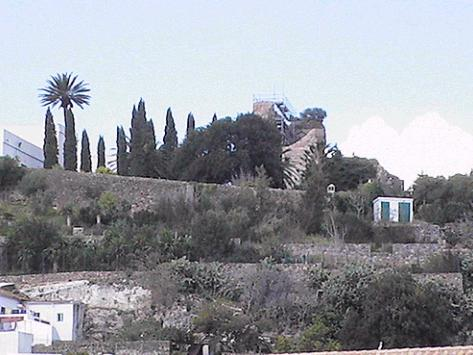
Castle
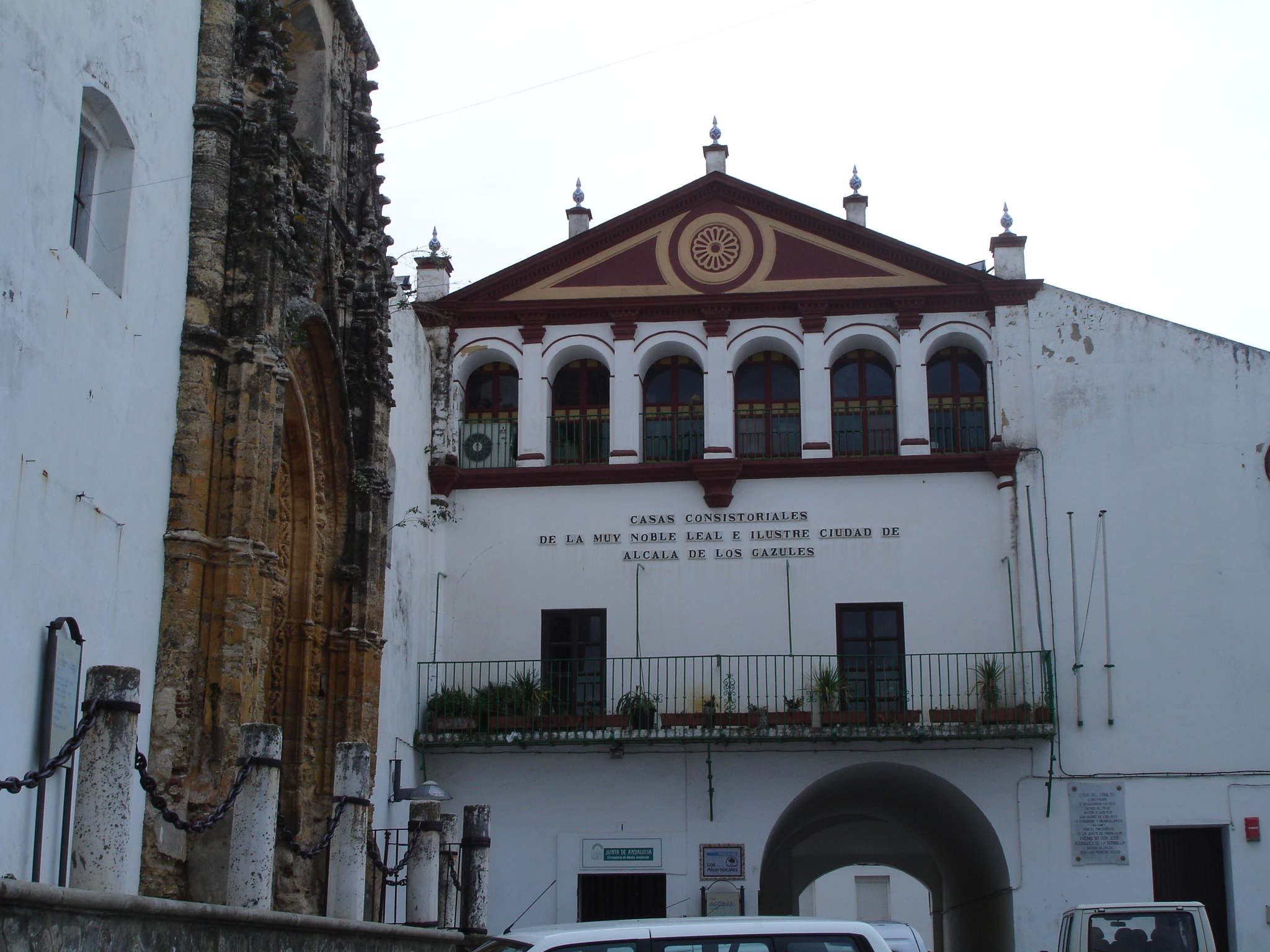
Town Hall
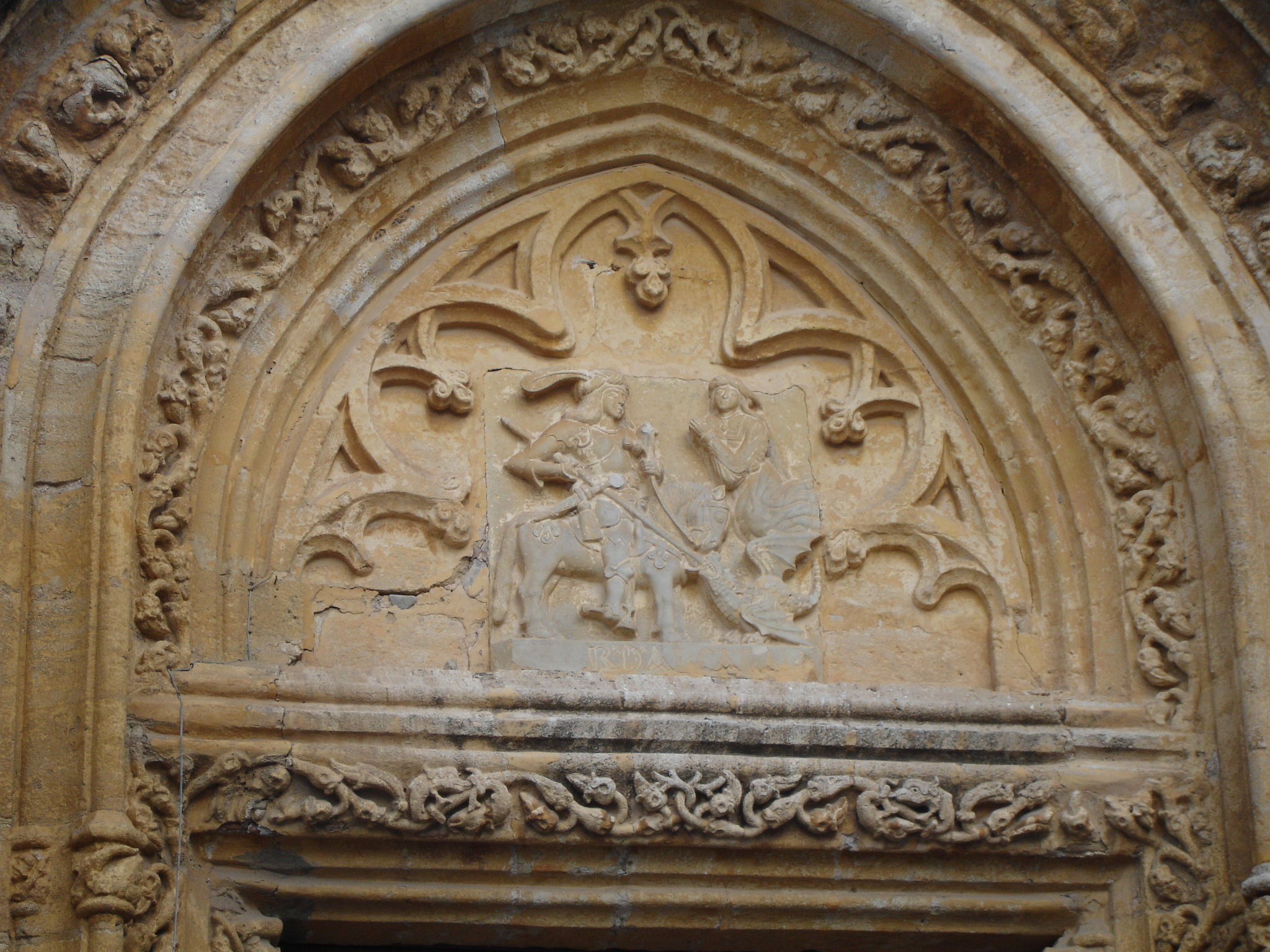
Church